# Casalmoro

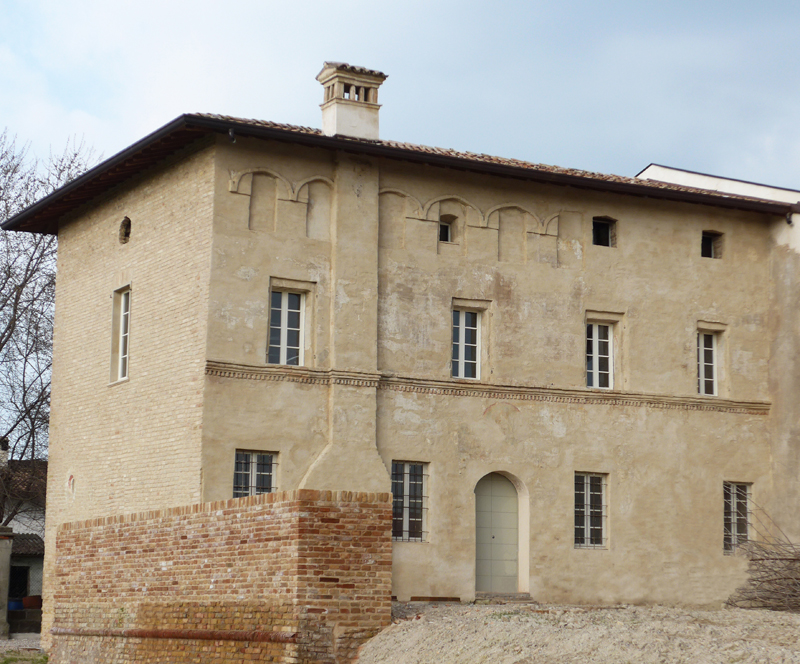
Cascina Castello

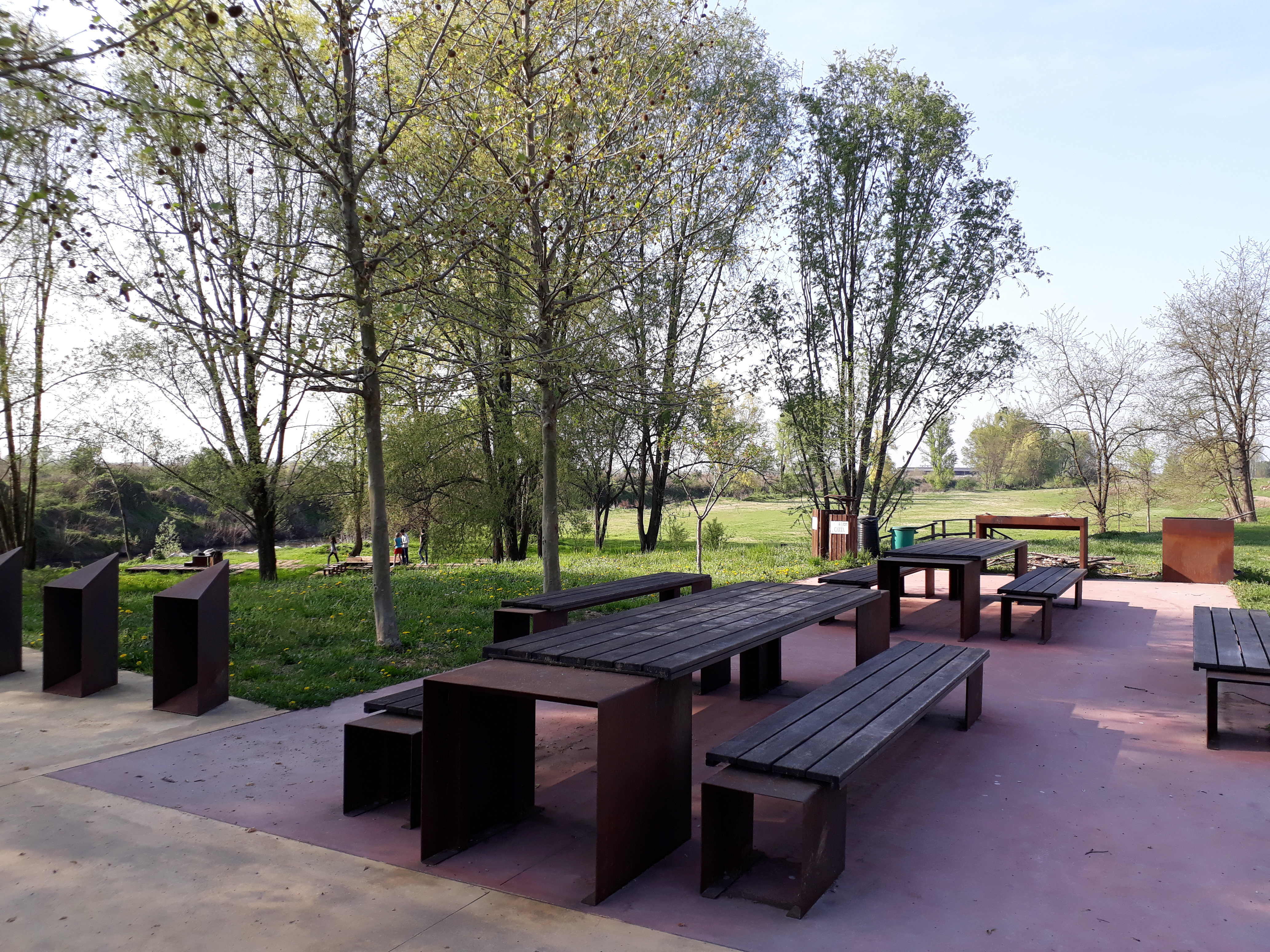
Parco del Moro

Casalmoro (Casalmòr in dialetto alto mantovano) è un comune italiano di 2 231 abitanti della provincia di Mantova in Lombardia. Fa parte dei comuni dell'Alto Mantovano.

## Geografia fisica
Il comune di Casalmoro sorge sulla riva sinistra del fiume Chiese su di un terreno pianeggiante dedicato per buona parte all'agricoltura.

## Origini del nome
Il nome di Casalmoro deriverebbe dalla citazione Casale Mauri contenuta in un diploma imperiale del 1045 dell'imperatore Enrico III.

## Storia
Casalmoro è un comune del distretto asolano confinante con la provincia di Brescia, che, nonostante il recente sviluppo di attività industriali, ha mantenuto l'impianto urbanistico tipico dei borghi rurali padani.
Il territorio è contrassegnato da numerosi corsi d'acqua naturali ed artificiali: a ovest scorre il Chiese che, alimentato dalle risorgive, si presenta particolarmente limpido; a est, in parallelo alla SS343 Brescia/Parma, scorre la fossa Magna, canale di epoca viscontea che fissava il confine tra i territori appartenenti ai signori di Milano e quelli della Repubblica di Venezia; un altro canale, la Seriosa de Molino, attraversa l'abitato prima della confluenza nel Chiese.
La campagna circostante è caratterizzata da alcuni gruppi di cascine, anche se mancano vere e proprie frazioni, mentre nel centro gli edifici pubblici, dal Municipio alle Scuole d'Infanzia e Primaria, incluso il Palazzetto dello Sport, sono di recente costruzione.
Quanto ai collegamenti stradali, oltre alla statale citata, va ricordato che la stazione ferroviaria più vicina è quella di Remedello, a circa 2 Km.
Sulla base di un diploma imperiale del 1405 sappiamo che il paese in origine si chiamava "Casalis Mauris", probabilmente dal nome dei signori del luogo, le cui insegne sono forse quelle riprodotte dallo stemma municipale. Gli scavi archeologici di Vezzole (primi anni 80) hanno comunque consentito di recuperare alcune testimonianze della cultura neolitica e della successiva età del bronzo uniche nel loro genere. A suscitare maggiore interesse sono due sepolture, in una delle quali sono stati ritrovati i resti di uno scheletro, inumato e in posizione rannicchiata e con il cranio trapanato, risalente al quinto o quarto secolo a.C..
L'incisione nella testa è stata compiuta trasversalmente, in modo da evitare possibili lesioni al cervello, con una tecnica raffinata che dimostra il livello assai progredito della civiltà preistorica sviluppatasi lungo il Chiese.
Nelle sepolture sono stati rinvenuti anche frammenti di ceramiche, strumenti di corno e di osso e resti faunistici: prevalenti sono le specie domestiche (maiali, capri, ovini e bovini), ma con una buona percentuale anche di quelle selvatiche (cervi, caprioli, lupi, castori). Dell'età del bronzo finale (IX – X sec. a.C.) in cui confluiscono la maggior parte dei ritrovamenti di Casalmoro (importantissimi, se si considera che nelle zone conosciamo solo l'insediamento di Fontanella), sono stati rinvenuti cocci ceramici, resti di pranzi e manufatti in bronzo (spilloni, spille e altro) mentre sicuramente galliche sono alcune tombe la cui datazione si aggira intorno al 200-300 a.C. Negli scavi di S. Faustino la presenza di testimonianze romane è incerta e si riduce al rilievo di un sistema di canalizzazione non ben definito cronologicamente e di cocci utilizzati per la costruzione della necropoli alto-medievale che si estendeva per tutta la zona limitrofa. In località Corobiolo diventa invece significativa: qui c'era probabilmente una villa romana risalente al I secolo a.C. L'esistenza di un ambiente di tipo termale (cioè di un locale con pavimento rialzato da piccoli pilastri circolari per permettere d'inverno la circolazione di aria calda) insieme al ritrovamento di frammenti di affresco e di reperti vascolari dalle fogge molto delicate e raffinate indicano l'elevato tenore di vita nella famiglia patrizia residente nella zona. I due marmi, inoltre, di epoca romana recuperati a Casalmoro ci parlano della famiglia Aurelia (presso il Santuario della Madonna del Dosso) e di Q. Ignatius (stele spostata al museo civico di Brescia).
Come altre borgate limitrofe (Castelnuovo, Casaloldo, Casalromano) anche Casalmoro ha origini romane. Il Mangini le definisce Mansio, cioè luogo per alloggiare la gente d'armi. Raggiungendo con lo scorrere del tempo l'era cristiana, si delinea con sempre maggior precisione accanto all'elemento civile la condizione ecclesiastica di Casalmoro soggetto ora al vescovato di Mantova, ora a quello di Brescia e successivamente parte integrante della Commenda Asolana. In epoca medievale, con l'alternarsi del dominio della signoria milanese, mantovana e veneziana, il comune di Casalmoro (l'attuale denominazione risale al 1192) fu direttamente coinvolto nelle aspre lotte tra guelfi e ghibellini, schierandosi a favore di quest'ultimi. Per ritorsione, nel XIV secolo fu saccheggiato e dato alle fiamme dalla parte guelfa di Asola. Nel 1438 un trattato di pace tra i Visconti di Milano e i Gonzaga, alleati alla Serenissima, assegnò definitivamente il territorio ai marchesi di Mantova. Risalgono a questo tormentato periodo di guerre e carestie, la rocca militare, originariamente delimitata da un fossato denominata "Casotto", la costruzione del castello, anch'esso circondato da un fossato di cui resta ampia memoria nella denominazione della via principale del paese, ma soprattutto la realizzazione nella seconda metà del XIV secolo ad opera di Barnabò Visconti della Fossa Magna, che traendo le sue acque a nord-est di Carpendolo, scorre attraverso l'abitato di Acquafredda e Casalmoro per raggiungere Asola. Le condizioni materiali e lo stato spirituale della comunità di Casalmoro in quei tempi emergono nitide dalle Historie del Mangini, contrassegnate dall'insopportabile pressione fiscale, dalle distruzioni e dalle rapine provocate dagli eventi bellici, dalle scorrerìe delle soldatesche (particolarmente rovinoso, da questo punto di vista, fu il passaggio a Casalmoro delle truppe mercenarie francesi inviate dai Gonzaga nel 1509) e dall'infuriare delle pestilenze (tristemente famosa la peste che tra il finire del XIV e i primi anni del secolo successivo falcidiò la popolazione).
Ulteriori elementi inerenti l'aspetto economico e demografico della popolazione si ricavano dai resoconti delle visite pastorali: significativa quella di Mons. Bollani del 14 maggio 1566, in cui si impartivano indicazioni in merito alle sistemazioni da apportare alle varie chiese del luogo, che comprendevano la chiesa di S. Quirico, dei Disciplini, di S. Maria del Monte (del Dosso), di S. Stefano (la parrocchiale). Nei secoli successivi, Casalmoro segue le sorti poco propizie del piccolo ducato gonzaghesco, in lotta per la sopravvivenza fino all'avvento di Napoleone: emblematica del periodo, ci resta in località Corobiolo, una stele di marmo di Botticino, alta 2 metri, fatta commissionare ad un artigiano del posto dai nobili Mangeri nel 1762, che riproduce in sintesi un proclama del doge Francesco Loredan di Venezia in merito alle leggi che punivano le ruberie e i vandalismi.
A parte il cosiddetto "Casotto dei Visconti" e un edificio secentesco, Casalmoro non possiede palazzi di particolare interesse artistico e storico. Le uniche costruzioni degne di nota sono invece quelle di carattere religioso. La Chiesa Parrocchiale, dedicata a S. Stefano Protomartire, risale al 1728 e presenta un'importante facciata barocca, dietro la quale si stagliano le merlature della torre campanaria. L'ampio frontone curvilineo è scandito da due ordini di lesene e due cornicioni. All'interno della basilica hanno un certo pregio la pala d'altare scolpita, una cassa d'organo del Seicento e infine un dipinto del Settecento di Luigi Sicurtà, un artista che ha operato molto in tutta la zona. Ma il nome di Casalmoro è strettamente legato al Santuario della Madonna del Dosso (la costruzione attualmente visibile è del XVIII secolo) anche per l'intreccio di leggende e forme di devozione popolare sviluppatesi attorno alla piccola chiesa che sorge ai margini occidentali dell'abitato, sulla sommità di un'altura artificiale. Nessun documento precisa l'anno in cui fu collocata la prima pietra (nell'archivio della parrocchia una relazione sui luoghi di culto del paese, del 1674, menziona già la chiesa della Madonna del Dosso), né si può conoscere con precisione qual era l'antico aspetto del santuario. Quello attuale, infatti, è il risultato di una ricostruzione iniziata nel 1780, come attesta un'iscrizione nella sagrestia. Al termine di un'ampia scalinata, la chiesa colpisce per le belle proporzioni del gusto neoclassico del tardo Settecento lombardo. La facciata, preceduta da un portico a tre arcate, è scandita da quattro grandi lesene e culmina in un timpano triangolare. Nell'interno, dove si trova il menzionato sarcofago romano della famiglia Aurelia, prevale invece la ricchezza barocca: colore dominante è il bianco luminoso e le colonne fortemente sporgenti, a fasce o isolate, movimentano il disegno dell'unica navata. Il quadro della Beata Vergine del Dosso, del Seicento, si trova sul presbiterio: le fattezze della Vergine sono tratte dalla Madonna con il Figlio riposta nella nicchia absidale. Meta devozionale (durante la festività del 21 novembre) il santuario è inserito nel percorso giubilare della provincia di Mantova.
Il sorgere verso fine degli anni Sessanta di imprese artigianali e due consistenti industrie di filatura e calzetteria ha frenato il lento esodo verso il lavoro durante il dopoguerra. Recentemente si è assistito al rifiorire del settore meccanico e di quello edile.
Alcune specialità gastronomiche che affondano le loro radici nella cultura contadina e sono state tramandate inalterate fino a oggi sono: i salumi e gli agnolini, i prelibati tortelli di zucca, i risotti e il pesce, ricordo di tempi passati quando risultava essere principale fonte di sostentamento.

## Monumenti e luoghi d'interesse
- Santuario della Madonna del Dosso, del XVIII secolo
- Torre Mangeri, del XV secolo
- Palazzo Zanini
- Cascina Castello

## Aree naturali
- Parco del Moro

## Società

### Evoluzione demografica
Abitanti censiti

### Tradizioni e folclore

#### Sagra della Madonna del Dosso
La principale sagra del paese è la "Madonna del Dosso", festeggiata il 21 novembre, che affonda le sue radici in una leggenda di tradizione popolare.
La festa comincia già dalle prime ore del mattino, con la S. Messa delle 5:30, conclusasi la quale è usanza popolare fare una colazione a base di tagliatelline in brodo, trippa e lenticchie. Vengono poi celebrate altre SS. Messe alle 9:00, alle 10:30 e alle 18:00 per coloro che sono impossibilitati a partecipare a quella più solenne officiata all'alba. I momenti cardine delle varie liturgie, ed orari ben precisi consolidatisi nella tradizione, come il mezzodì, sono accompagnati dallo scoppio di mortaretti, chiamati in dialetto murtèr. Dopo il tramonto, terminata l'ultima celebrazione liturgica, si tiene il tradizionale spettacolo pirotecnico offerto dai mortaristi, volontari che si occupano della organizzazione e della buona riuscita della festa.
La sagra si conclude ufficialmente solo a mezzogiorno del giorno successivo con lo sparo degli ultimi mortaretti.

### Etnie e minoranze straniere
Gli stranieri residenti nel comune sono 393, ovvero il 17,5% della popolazione. Di seguito sono riportati i gruppi più consistenti:
1. Romania, 111
2. India, 89
3. Nigeria, 46
4. Marocco, 37
5. Albania, 22

### Infrastrutture e trasporti
I trasporti extraurbani vengono gestiti da APAM di Mantova e da SIA Trasporti di Brescia.

## Sport
A.S.D. Casalmoro Calcio nasce nel 2006 ed è affiliata con la squadra A.C. Chievo Verona. Ha sede in via IV Novembre, campo via Disciplina. L'A.S.D. Casalmoro 2006 è stata rifondata nel 2025 e partecipa attualmente al campionato FIGC di Terza Categoria. Le partite si svolgono ai piedi del Santuario della Madonna del Dosso, mentre gli allenamenti vengono effettuati sul campo comunale, dove opera anche la società sportiva Rugby del Chiese.